# Cheval-Blanc
Cheval-Blanc é uma comuna francesa na região administrativa da Provença-Alpes-Costa Azul, no departamento de Vaucluse. Estende-se por uma área de 58,56 km². Em 2010 a comuna tinha 4 369 habitantes (densidade: 74,6 hab./km²).